# Yaiba: Ninja Gaiden Z
Yaiba: Ninja Gaiden Z — компьютерная игра в жанре hack and slash, разработанная компанией Spark Unlimited при поддержке Comcept и Team Ninja, и выпущенная Tecmo Koei в 2014 году. Первоначально её релиз в Европе должен был состоятся 28 февраля 2014 года, но позже он был перенесен. Игра была выпущена 18 марта 2014 года в Северной Америке и 21 марта 2014 года в Европе.

## Игровой процесс
Yaiba: Ninja Gaiden Z является компьютерной игрой в жанре hack and slash от третьего лица. Персонаж, которым управляет игрок — это ниндзя по имени Яйба Камикадзэ (англ. Yaiba Kamikaze). Игрок будет сражаться с многочисленными врагами, чтобы продвинуться дальше по локации. За набивание комбо-ударов даётся возможность выполнить добивающий приём. Многие враги зависят от стихий, что можно использовать в своих целях: например, если опередить электрозомби и нанести урон огненному зомби, это вызовет электрический шторм. Умения Яйбы можно улучшать после набора определённого количества очков опыта. Помимо боёв, игроку предстоит решать головоломки, а также преодолевать препятствия с помощью акробатических умений Яйбы.

## Сюжет
Главный герой игры — Яйба Камикадзэ, ниндзя, изгнанный из родного клана и сражающийся ради удовольствия. Однажды Яйба столкнулся с мастером-ниндзя Рю Хаябусой и вызвал его на бой, но недооценил свои силы и погиб от его рук. Однако через какое-то время Яйба возвращается из мёртвых, сбежав из некоей мобильной лаборатории. Оказавшись на свободе, Яйба понимает, что стал киборгом: вместо отрубленной Рю руки у него теперь механизированный протез, вместо сердца — питающее его импланты киберядро, а в голову вместе с имплантами вмонтирован ещё и нейроинтерфейс. Помимо этого, Яйба узнаёт, что оказался в украинском городе Катаев, что на данный момент подвергся зомби-эпидемии, едва сдерживаемой российскими войсками. Через имплант с ним выходит на связь некая женщина, которая представляется как «мисс Мондэй» и заявляет, что это она по сути вернула Яйбу к жизни, но сделала она это по заказу своего босса — Аларика дель Гонзо, главы корпорации Forge Industries. Также на связь выходит и сам Аларик, заинтересованный в услугах Яйбы, и угрожает убить его в случае неповиновения, дистанционно подорвав его киберядро. Яйба не заинтересован в том, чтобы работать на дель Гонзо или спасать город от зомби, но когда тот выдаёт присутствие Хаябусы поблизости, ниндзя ради мести соглашается временно сотрудничать с ними.
Расследуя деятельность клана Хаябуса в Катаеве (Рю прибыл сюда со своей ученицей Момидзи), Яйба добирается до предположительного источника инфекции — российского нефтеперерабатывающего завода, который перед эпидемией выкупил дель Гонзо. Также Аларик через Яйбу узнаёт, что Хаябуса забрал то, зачем сюда пришёл — рукописии советского учёного, что когда-то вёл здесь исследования «соединения 72», превращающего людей в нежить.
В конце концов, Яйба нагоняет Рю, и оба ниндзя сходятся в яростной схватке, попутно проваливаясь в пещеру под заводом, где и находится источник «соединения 72» — труп инопланетного чудовища. Рю и Момидзи пытаются уничтожить это место, чтобы остановить инфекцию, пока им с этим мешает Яйба, пытающийся поквитаться со своим убийцей. В итоге Яйба побеждает Рю, но последний просит его позаботиться о рукописях, чтобы те не попали в дурные руки. Недолго думая, Яйба рвёт журнал учёного, что злит Аларика, и тот подрывает киберядро Яйбы, но тот в последний момент успевает вырвать из себя имплант и от взрыва теряет сознание.
Спустя 3 недели Яйба приходит в себя и обнаруживает, что всё ещё жив. Вышедшая на связь Мондэй предупреждает, что заменила его потерянное киберядро на самодельный аккумулятор, который периодически нужно перезаряжать, если тот не хочет умереть. Также она рассказывает, что они находятся на мобильной базе Forge Industries, что сейчас движется по Антарктиде. Мондэй сообщает, что дель Гонзо всё же получил то, что искал — образец ДНК того чудовища, с помощью которого может приступить к последней части своего плана по обретению бессмертия. На пороге финала своего плана Аларик начал убивать своих сотрудников, превращая их в зомби, и Мондэй опасается стать следующей, поэтому и воскресила Яйбу вновь. Желая отомстить Аларику, Яйба повреждает системы штаба и добирается до Аларика, который к тому времени с помощью «соединения 73» сросся с саркофагом Миктлантекутли, таким образом став новым богом смерти. Практикуясь с новообретённой силой, он затягивает Яйбу в собственное карманное измерение, где пытается убить его, но ниндзя побеждает его. Прибывшая сюда же Мондэй добивает Аларика выстрелом в голову и вместе с Яйбой сбегает из мобильного штаба, что вот-вот должен рухнуть в пропасть.
Покончив с Алариком, Мондэй просит у Яйбы помощи в распространении имеющихся у неё данных для лечения зомби-инфекции, с чем ниндзя неохотно соглашается. В последних кадрах демонстрируется, что за последующими действиями Яйбы и Мондэй из тени наблюдает переживший последнюю битву Хаябуса.

## Разработка
Одним из разработчиков игры являлась компания Comcept. Она была основана Кейдзи Инафунэ. В 2010 году после 23-х лет работы в компании Capcom, он покинул её и создал собственную компанию. В 2012 году Comcept начала сотрудничать с компанией Spark Unlimited с целью создания нового проекта, который впоследствии стал частью серии Ninja Gaiden.
Игра была анонсирована 19 сентября 2012 года. 8 октября 2013 года было объявлено, что Yaiba: Ninja Gaiden Z будет выпущена в сервисе Steam для платформы Microsoft Windows. Игра также была дополнена веб-комиксом, опубликованным издательством Dark Horse Comics. Комикс стал доступен для бесплатного скачивания с сайта Dark Horse 22 января 2014 года. Всего было выпущено три части комикса.

## Отзывы и критика
| Сводный рейтинг    | Сводный рейтинг            |
| Агрегатор          | Оценка                     |
| ------------------ | -------------------------- |
| GameRankings       | X360: 46,00 % PS3: 44,18 % |
| Metacritic         | PS3: 43/100                |
| Иноязычные издания |                            |
| Издание            | Оценка                     |
| GamesRadar+        | 2/5                        |
| Polygon            | 3/10                       |

Игра получила преимущественно отрицательные отзывы. Оценка Metacritic (версия на ПК) составила 49 баллов из 100. Обозреватель сайта Polygon раскритиковал дизайн уровней, а также отметил не всегда удобное расположение камеры в игре, поставив в итоге оценку 3/10. В 2017 году она была включена в список 50 худших игр всех времён по версии сайта Gamesradar.